# Мінішев
Мінішев (пол. Miniszew, нім. Prinzenau) — село в Польщі, у гміні Жеркув Яроцинського повіту Великопольського воєводства.
Населення — 347 осіб (2011).
У 1975-1998 роках село належало до Каліського воєводства.

## Демографія
Демографічна структура станом на 31 березня 2011 року:
|          | Загалом | Допрацездатний вік | Працездатний вік | Постпрацездатний вік |
| -------- | ------- | ------------------ | ---------------- | -------------------- |
| Чоловіки | 171     | 44                 | 113              | 14                   |
| Жінки    | 176     | 36                 | 104              | 36                   |
| Разом    | 347     | 80                 | 217              | 50                   |